# Седрік Кан
Седрі́к Кан (фр. Cédric Kahn, фр.: [kan]; нар. 17 червня 1966, Кре, Франція) — французький кінорежисер, сценарист та актор. Багаторазовий номінант та лауреат престижних фестивальних та професійних національних та міжнародних кінонагород .

## Біографія
Седрік Кан народився 17 червня 1966 року в Кре, що в департаменті Дром у Франції. Його батько працював архітектором, а мати фармацевтом. З дитячих років Седрік цікавився кінематографом. У 1990 році він став режисером і сценаристом короткометражного фільму «Останні години тисячоліття» (фр. Les Dernieres heures du millenaire), а рік по тому зняв за власним сценарієм свій перший повнометражний фільм під назвою «Бар на рейках».
У 1993 році Кан став режисером серіалу «Усі хлопчики і дівчатка свого віку», за який отримав Приз Міжнародної федерації кінопреси (ФІПРЕССІ) на Роттердамському міжнародному кінофестивалі. У цьому ж році Седрік Кан написав сценарій спільно з Ісмаелем Феррукі до фільму «Занадто багато щастя». Фільм отримав «Приз молодого журі» на 47-му Каннському міжнародному кінофестивалі.
У 2001 році режисер зняв фільм про відомого італійського серійного вбивцю «Роберто Сукко», за який був номінований на «Золоту пальмову гілку» на 54-му Каннському міжнародному кінофестивалі.
У 2004 році Кан зняв фільм «Червоні вогні», заснований на романі Жоржа Сіменона. Фільм став одним з номінантів на «Золотого ведмедя» Берлінського міжнародного кінофестивалю 2004 року.
Фільм Седріка Кана 2018 року «Молитва» був відібраний для участі в конкурсній програмі 68-го Берлінського міжнародного кінофестивалю.
Седрік Кан не лише знімає кіно, але й сам знімається як актор. Серед його акторських робіт ролі у фільмах «Не забудь, що скоро ти помреш», «Анархісти», «Алія», «Покажіть язик, мадемуазель», «Кохання не за розміром» та ін.

## Фільмографія
Режисер, сценарист
| Рік  |     | Назва українською                           | Оригінальна назва                             | Режисер | Сценарист |
| ---- | --- | ------------------------------------------- | --------------------------------------------- | ------- | --------- |
| 1990 | к/м | Останні години тисячоліття                  | Les dernières heures du millénaire            | Так     | Так       |
| 1990 |     | Ультрамарин                                 | Outremer                                      |         | Так       |
| 1991 |     | Бар на рейках                               | Bar des rails                                 | Так     | Так       |
| 1993 | т/с | Усі хлопчики і дівчатка свого віку...       | Tous les garçons et les filles de leur âge... | Так     | Так       |
| 1993 |     | У нормальних людях немає нічого виняткового | Les gens normaux n'ont rien d'exceptionnel    |         | Так       |
| 1994 |     | Занадто багато щастя                        | Trop de bonheur                               | Так     | Так       |
| 1996 | т/ф |                                             | Culpabilité zéro                              | Так     | Так       |
| 1998 |     | Бажання                                     | L'ennui                                       | Так     | Так       |
| 2001 |     | Роберто Сукко                               | Roberto Succo                                 | Так     | Так       |
| 2004 |     | Червоні вогні                               | Feux rouges                                   | Так     | Так       |
| 2005 |     | Живий літак                                 | L'avion                                       | Так     | Так       |
| 2006 |     | Честолюбці                                  | Les ambitieux                                 |         | Так       |
| 2009 |     | Давні коханці                               | Les regrets                                   | Так     | Так       |
| 2011 |     | Чудове життя                                | Une vie meilleure                             | Так     | Так       |
| 2014 |     | Дике життя                                  | Vie sauvage                                   | Так     | Так       |
| 2018 |     | Молитва                                     | La prière                                     | Так     | Так       |

Актор
| Рік  |   | Українська назва              | Оригінальна назва              | Роль             |
| ---- | - | ----------------------------- | ------------------------------ | ---------------- |
| 1995 | ф | Не забудь, що скоро ти помреш | N'oublie pas que tu vas mourir | друг Бенуа       |
| 2012 | ф | Алія                          | Alyah                          | Ісаак Рафаельсон |
| 2013 | ф | Покажіть язик, мадемуазель    | Tirez la langue, mademoiselle  | Борис Пізарник   |
| 2015 | ф | Анархісти                     | Les anarchistes                | Гаспар           |
| 2016 | ф | Кохання не за розміром        | Un homme à la hauteur          | Бруно Кассноні   |
| 2016 | ф | Економіка пари                | L'économie du couple           | Борис Маркер     |
| 2018 | ф | Або пан, або пропав           | Marche ou crève                |                  |
| 2018 | ф | Холодна війна                 | Zimna wojna                    | Мішель           |

## Визнання
| Рік                                                               | Категорія                                       | Фільм                | Результат    |
| ----------------------------------------------------------------- | ----------------------------------------------- | -------------------- | ------------ |
| Міжнародний фестиваль франкомовного кіно в Намюрі                 |                                                 |                      |              |
| 1990                                                              | «Золотий Баярд» за найкращий сценарій           | Ультрамарин          | Перемога     |
| Каннський міжнародний кінофестиваль                               |                                                 |                      |              |
| 1994                                                              | «Премія молодих» за найкращий французький фільм | Занадто багато щастя | Перемога     |
| 2001                                                              | Золота пальмова гілка                           | Роберто Сукко        | Номінація    |
| Туринський фестиваль молодого кіно                                |                                                 |                      |              |
| 1994                                                              | Приз міста Турина за найкращий художній фільм   | Занадто багато щастя | Номінація    |
| Приз Жана Віго                                                    |                                                 |                      |              |
| 1994                                                              | Найкращий художні фільм                         | Занадто багато щастя | Перемога     |
| Монреальський кінофестиваль                                       |                                                 |                      |              |
| 1998                                                              | Гран-прі Америк                                 | Бажання              | Номінація    |
| Приз Луї Деллюка                                                  |                                                 |                      |              |
| 1998                                                              | Найкращий фільм                                 | Бажання              | Перемога     |
| Міжнародний кінофестиваль у Чикаго                                |                                                 |                      |              |
| 2001                                                              | «Золотий Г'юго» за найкращий художній фільм     | Роберто Сукко        | Номінація    |
| Берлінський міжнародний кінофестиваль                             |                                                 |                      |              |
| 2004                                                              | Золотий ведмідь                                 | Червоні вогні        | Номінація    |
| 2018                                                              | Золотий ведмідь                                 | Молитва              | В очікуванні |
| Премія Незалежний дух                                             |                                                 |                      |              |
| 2005                                                              | Найкращий іноземний фільм                       | Червоні вогні        | Номінація    |
| Міжнародний кінофестиваль дитячого кіно та юнацького кіно «Лукас» |                                                 |                      |              |
| 2005                                                              | Найкращий фільм                                 | Живий літак          | Перемога     |
| Римський кінофестиваль                                            |                                                 |                      |              |
| 2009                                                              | «Золотий Марк Ауреліо»                          | Давні коханці        | Номінація    |
| 2011                                                              | «Золотий Марк Ауреліо»                          | Чудове життя         | Номінація    |
| Європейський кінофестиваль в Лез-Арк                              |                                                 |                      |              |
| 2011                                                              | «Кришталева стріла»                             | Чудове життя         | Номінація    |
| Лісабонський та Ештурільський кінофестиваль                       |                                                 |                      |              |
| 2011                                                              | Спеціальний приз журі                           | Чудове життя         | Перемога     |
| 2011                                                              | Нагорода Cineuropa                              | Чудове життя         | Перемога     |
| Токійський міжнародний кінофестиваль                              |                                                 |                      |              |
| 2011                                                              | Гран-прі Токіо                                  | Чудове життя         | Номінація    |
| Міжнародний кінофестиваль у Сан-Себастьяні                        |                                                 |                      |              |
| 2014                                                              | «Золота мушля» за найкращий фільм               | Дике життя           | Перемога     |
| 2014                                                              | Спеціальний приз журі                           | Дике життя           | Номінація    |
| Премія «Люм'єр»                                                   |                                                 |                      |              |
| 2015                                                              | Найкращий режисер                               | Дике життя           | Номінація    |

## Громадська позиція
У липні 2018 підтримав петицію Асоціації французьких кінорежисерів на захист ув'язненого у Росії українського режисера Олега Сенцова